# Tour de Suisse 1966
Die 30. Tour de Suisse fand vom 12. bis 19. Juni 1966 statt. Sie führte über sieben Etappen und eine Gesamtdistanz von 1476 Kilometern. 
Gesamtsieger wurde der Italiener Ambrogio Portalupi. Die Rundfahrt startete in Zürich mit 70 Fahrern, von denen 35 Fahrer – ebenfalls in Zürich – ins Ziel kamen. 

## Etappen
| Etappe    | Tag      | Start – Ziel       | km  | Etappensieger      | Gesamtwertung      |
| --------- | -------- | ------------------ | --- | ------------------ | ------------------ |
| 1. Etappe | 12. Juni | Zürich – Yverdon   | 237 | Ambrogio Portalupi | Ambrogio Portalupi |
| 2. Etappe | 13. Juni | Yverdon – Villars  | 175 | Carlo Chiappano    | Ambrogio Portalupi |
| 3. Etappe | 14. Juni | Villars – Saas-Fee | 158 | Mario da Dalt      | Ambrogio Portalupi |
| 4. Etappe | 15. Juni | Saas-Fee – Lugano  | 253 | Fredy Rüegg        | Ambrogio Portalupi |
| 5. Etappe | 16. Juni | Lugano – Zug       | 227 | Mario da Dalt      | Ambrogio Portalupi |
| 6. Etappe | 17. Juni | Zug – Rorschach    | 194 | Vito Taccone       | Ambrogio Portalupi |
| 7. Etappe | 16. Juni | Rorschach – Zürich | 232 | Werner Weber       | Ambrogio Portalupi |